# کتاب کمیک: فیلم
کتاب کمیک : فیلم (انگلیسی: Comic Book: The Movie) فیلمی در ژانر کمدی به کارگردانی مارک همیل است که در سال ۲۰۰۴ منتشر شد. از بازیگران آن می‌توان به دانا دریکو و جس هارنل اشاره کرد.